# جمعية مؤسسة القرض الحسن (لبنان)
جمعية مؤسسة القرض الحسن مؤسسة مالية غير ربحية تابعة لحزب الله، تقدم قروضًا دون فوائد للمجتمع الشيعي، في ظل انتشار الفقر. تعتمد الجمعية على مبدأ القرض الحسن الإسلامي الخالي من الفوائد.
في أكتوبر 2024، تم استهداف الجمعية من قبل الغارات الجوية الإسرائيلية. في يولية 2025 وتحت ضغوط أمريكية أدرج بنك لبنان المركزي جمعية مؤسسة القرض الحسن ضمن الكيانات المحظورة على إثر زيارة المبعوث الأمريكي توم براك لبيروت واستلام رسائله التي وصفت بالحازمة والمقلقة، وقد أثنى المبعوث الأمريكي نفسُه من دمشق على الحظر الذي وصفه بأنه «خطوة في الاتجاه الصحيح».

## تاريخ
تأسست عام 1982، وكان الهدف الأساسي منها هو دعم المجتمعات الفقيرة خلال الحرب الأهلية اللبنانية. تم تسجيلها رسمياً كجمعية في عام 1987. دورها الأساسي هو تقديم القروض للأفراد الذين قد لا يتمكنون من الوصول إلى الخدمات المصرفية التقليدية بسبب أزمة السيولة في لبنان وانهيار قطاعه المصرفي.
في أكتوبر عام 2024 في إطار الصراع المسلح بين إسرائيل ولبنان، قصفت طائرات سلاح الجو الإسرائيلي عددًا كبيرًا من فروع المؤسسة، مدعية أنها تستخدم كمصدر تمويل لنشاط حزب الله، لشراء وسائل قتالية ودفع رواتب لعناصر حزب الله.

## طريقة عملها

### انتقادات عليها
وعلى الرغم من تسجيلها كمنظمة خيرية، اتُهمت بالعمل بشكل مشابه للبنك،  خارج نطاق نظام البنك المركزي اللبناني، مما قد يجعلها تعمل كقناة لغسيل الأموال.
تتهم المؤسسة باستخدامها من قبل حزب الله لنقل الأموال من خلال شبكة من الحسابات الوهمية والمساهمين، ويُعتقد أنها تحتفظ بمليارات الدولارات من النقد، وانها المؤسسة الرئيسية لتبييض الأموال للحزب. تم فرض عقوبات على الجمعية من قبل الولايات المتحدة بسبب علاقاتها بحزب الله.

## عقوبات
وبسبب علاقاتها بحزب الله، تعرضت لعقوبات من قبل وزارة الخزانة الأمريكية، التي تعتبر حزب الله منظمة إرهابية، وأدت العقوبات إلى الحد من قدرة القرض الحسن على الوصول إلى الأنظمة المالية العالمية. غالبًا ما يتم وصف المنظمة بأنها الذراع المالية لحزب الله، التي تقدم خدمات التمويل الأصغر  للأفراد والشركات الصغيرة في لبنان.

## الغارات الإسرائيلية
تم استهداف الجمعية من قبل الغارات الجوية الإسرائيلية في أكتوبر 2024 بسبب دورها كجزء من البنية التحتية المالية لحزب الله.

## حظر الجمعية
في 15 يوليو 2025، أصدر مصرف لبنان المركزي قرارًا يقضي بحظر تعامل المصارف والمؤسسات المالية اللبنانية مع عدد من الكيانات غير المرخّصة، وفي مقدّمتها جمعية "القرض الحسن" التابعة لحزب الله، والتي تُعد منذ الثمانينيات إحدى ركائز البنية الاقتصادية غير الرسمية للحزب. ورغم أنها سُجلت كجمعية خيرية تهدف إلى منح قروض بلا فوائد للفقراء، تعتبرها الولايات المتحدة قناة مالية يستخدمها حزب الله للتحايل على العقوبات الدولية والولوج إلى النظام المالي العالمي. وعلل الحظر بعدم حصول المؤسسة على ترخيص قانوني وارتباطها بأنشطة تخضع لعقوبات دولية.
وفي 28 يوليو 2025، أعلنت وزارة الخارجية الكويتية فرض عقوبات على جمعية "القرض الحسن". وقد جاء القرار من "لجنة تنفيذ قرارات مجلس الأمن" التابعة للوزارة، متضمناً إدراج الجمعية إلى جانب منظمة حزب الله اللبناني وثلاثة أشخاص (لبناني، تونسي، وصومالي) على اللائحة التنفيذية للعقوبات وتجميد الأموال والموارد الاقتصادية.